# Xenostryxis
Xenostryxis är ett släkte av steklar. Xenostryxis ingår i familjen sköldlussteklar.
Kladogram enligt Catalogue of Life:
| Xenostryxis | \| \| Xenostryxis brevicauda \| \| \| \| \| \| Xenostryxis caudatus \| \| \| \| \| \| Xenostryxis ductor \| \| \| \| \| \| Xenostryxis jasnoshae \| \| \| \| \| \| Xenostryxis margiscutellum \| \| \| \| \| \| Xenostryxis tenuicauda \| \| \| \| \| \| Xenostryxis thymicola \| \| \| \| |
|             | \| \| Xenostryxis brevicauda \| \| \| \| \| \| Xenostryxis caudatus \| \| \| \| \| \| Xenostryxis ductor \| \| \| \| \| \| Xenostryxis jasnoshae \| \| \| \| \| \| Xenostryxis margiscutellum \| \| \| \| \| \| Xenostryxis tenuicauda \| \| \| \| \| \| Xenostryxis thymicola \| \| \| \| |
|             | Xenostryxis brevicauda |
|             | |
|             | Xenostryxis caudatus |
|             | |
|             | Xenostryxis ductor |
|             | |
|             | Xenostryxis jasnoshae |
|             | |
|             | Xenostryxis margiscutellum |
|             | |
|             | Xenostryxis tenuicauda |
|             | |
|             | Xenostryxis thymicola |
|             | |